# Ana Grama
Ana Grama (n. 19 august 1940, la Rodbav, Brașov) este o cercetătoare a satului transilvan, etnomuzeograf, istoric, documentarist, arhivist din România.

## Biografie
Și-a petrecut primii ani de viață în satul natal, în vremea războiului și a anilor grei ce au urmat. Familia de țărani a bunicilor i-a oferit un excelent spațiu pentru a se dezvolta în respect față de oameni, de tradiții, de muncă și, nu în ultimul rând, de cărți, așa cum a fost cazul majorității copiilor ce creșteau în casele „economilor de pământ” din Transilvania. În afară de acest mediu („clasic”), a beneficiat, în plus, de faptul că făcea parte din familia Mușlea, Candid Mușlea fiind învățătorul „șagunian” din Brașov, care venea în fiecare vară „acasă la Rodbav”, împreună cu numeroasa sa familie. Tot aici el trimitea toate revistele și broșurile astriste la care era abonat, și care erau citite nu doar de propria familie, ci și de alți „cititori” din sat. Dar, mai mult decât această influență indirectă, Ana Grama a fost marcată de prezența în familie a două personalități: Candid C. Mușlea – protopop-stavrofor, „cu brâu roșu” și arhivist la Brașov, autor al binecunoscutei istorii a Bisericii Sf. Nicolae din Schei - și Ion Mușlea - cercetătorul folclorist de la Cluj, membru corespondent al Academiei Române, creatorul Arhivei de Folclor a Academiei Române din Cluj-Napoca. Ei au fost modele de referință într-o copilărie plină de căutări, în cei șapte ani de școală elementară urmați la Rodbav și Cincu Mare și apoi trei ani de liceu, la „Doamna Stanca” din Făgăraș.
Activitatea „modelului” său intelectual brașovean a determinat-o să intre, în anul 1956, ca studentă la Facultatea de Istorie a Universității din București, iar în anul al III-lea să și opteze pentru specialitatea „Arhivistică”. Aici, ca într-o „oază a obsedantului deceniu”, se mai păstra spiritul „Înaltei Școli de Arhivistică”, organizată după modelul școlii franceze, și mai activau profesori celebri, majoritatea specializați, prin sprijinul lui Nicolae Iorga, la Fontenay aux Roses (Aurelian Sacerdoțeanu, Emil Vârtosu etc.), ori slaviști de mare competență, cum a fost Damian P. Bogdan. 

## Activitate profesională
După absolvirea facultății a fost repartizată la Muzeul județean din Ploiești, unde a lucrat ca muzeograf, apoi documentarist la alte două instituții culturale, începând din anul 1961 până în anul 1975, când și-a început activitatea la Muzeul Brukenthal din Sibiu.
Cu suficiente cunoștințe despre „spiritul” satului transilvan, dar și despre modul în care aici se trăia, se muncea, se comunica, beneficiind de o pregătire paleografică temeinică, atunci când împrejurările vieții i-au permis, a intrat pe un teren de cercetare pe care-l „simțea” că se oferă încă generos celor ce doresc să-l stăpânească. Folosind surse neconvenționale (mai ales arhivistice și iconografice), a abordat subiecte care nu fac parte din repertoriul clasic al etnologiei, dar întregesc cunoașterea despre „societatea rurală transilvană”, despre sat și oamenii lui, în 24 afara ipostazelor de creatori de artă, meșteșugari, cultivatori de pământ sau păstori etc. (de care se ocupă etnografia) și, deopotrivă, în afara războaielor, revoluțiilor, iobăgiei etc., de care se ocupă istoria clasică. Din numeroasele studii și articole publicate se pot structura cele trei teme majore pe care le-a abordat cu preponderență: Civilizația imaginii - de la restituirea unor xilogravuri și introducerea în circuitul de valori semnificative pentru sudul Transilvaniei a „colajelor de litografii” și până la descoperirea, identificarea și valorificarea unor fonduri excepționale de fotografie veche și clișee pe sticlă (1850-1913). Civilizația scrierii - de la răboaje la „înscrisurile din viața cotidiană a țăranului” referitoare la căsătorie, cătănie, atestate de proprietate personală și comunitară etc. Nu în ultimul rând, s-a dovedit preocupată de: „mica istorie” în satul transilvan: reliefarea țăranului consumator de bunuri comerciale, donator în beneficiul comunităților, dinastii de „anonimi”, locuitori ai satelor în exercițiul decizional, adaptarea românilor la procesul de evoluție a sistemelor de comunicare („porunci”, „circulare” și „apeluri”), societate rurală românească și „mondenități” ale secolului al XIX-lea, „calendarul, obiceiurile și alte norme în satul românesc” și, mai ales, condiția dramatică a celor care susțineau introducerea noutăților și, în același timp, păstrarea neatinsă a tradițiilor. S-a oprit, cu deosebire, asupra perioadei 1780-1913, mai ales pentru că Arhiva Mitropoliei Ardealului din Sibiu - este bine reprezentată pentru această epocă. Începând din anul 1980, a cercetat această arhivă cu asiduitate, transcriind mii de documente scrise cu caractere chirilice. Este unul din cei mai activi și apreciați colaboratori ai cercetătorilor comunităților rurale din spațiul arcului intracarpatic, despre care a publicat la Editura „Arcuș”, volumul Românii sud-transilvăneni în sec. al XIX-lea, semnat Ana Grama Brescan, subliniind, ușor apăsat, dubla sa descendență transilvană. Un loc aparte ocupă preocupările Anei Grama pentru prima istorie extinsă a etnomuzeografiei sibiene, reprezentată de întâiul muzeu românesc, Muzeul Asociațiunii. Pentru această temă a alcătuit o monografie, cu documente și ilustrații inedite, asumându-și o viziune nouă în abordarea acestui subiect, adevărat fenomen cultural-natural („Mulțimea de popor” alături de muzeu, componentele societății civile – bănci, Biserică, organizații profesionale și atitudinea față de valorile patrimoniale, preliminarii transilvane la activitatea muzeistică, explicațiile momentelor de creștere și obscuritate în care a evoluat muzeul etc.). A publicat în numeroase volume de studii și periodice. În perioada 1993-1997 a realizat expoziții, cum ar fi: Copilăria - un miracol etern, (Sibiu, Brașov - colab.), Noi, rromii (expoziție documentarfotografică; Sibiu, SUA, Budapesta - colab.), Fotografia documentară veche (Sibiu, București, Kommern - Germania - colab.) etc. A colaborat cu Fundația Arte-Vizuale și Fundația Culturală Română la realizarea unor CD-ROM-uri, cu texte și ilustrații inedite, din colecțiile Muzeului ASTRA, care se dovedesc deosebit de interesante și valoroase. Câteva fragmente din caietul-program al expoziției „Copilăria - un miracol etern”, deschisă la Casa Artelor, în decembrie 25 1997, ne sugerează, cu multă claritate, modul în care muzeograful Ana Grama gândește și realizează o expoziție: „Piesele muzeale (…) au capacitatea de a reconstitui o existență excepțională, cum a fost cea transilvană, multietnică și extrem de receptivă la tot ce se petrecea în restul Europei. Este datoria noastră să răspundem acestor așteptări. (…)”. În anii 1990-1996, a fost lector asociat la Universitatea „Lucian Blaga” din Sibiu, coordonând teze de licență cu teme din viața satului românesc transilvănean. La Complexul Național Muzeal ASTRA - Sibiu, a lucrat ca muzeograf – șef de secție și apoi cercetător, din anul 1991, până la pensionare, în 2000. Beneficiind de o experiență anterioară pozitivă și de o largă disponibilitate personală pentru introducerea noutăților în domeniul documentării etnomuzeografice și de proiectele generoase ale directorului general al instituției, prof. univ. dr. Corneliu Bucur, care i-a încredințat misiunea de a realiza un serviciu modern de informare în domeniu, a proiectat și a înfăptuit - în fruntea unui valoros colectiv – cel mai modern „Centru de Informare și Documentare în Etnologie”, care poartă numele binecunoscutului etnograf, creator al Muzeului în aer liber din Dumbrava Sibiului, „Cornel Irimie”. Aici, încă din anul 1993, zeci de mii de piese iconografice (desene, fotografii, clișee, grafică) puteau fi regăsite într-o evidență computerizată, realizată de informaticianul secției. În biblioteca de specialitate, care și-a început existența prin achiziționarea bibliotecilor personale, Cornel Irimie și „prof.univ.dr. Gheorghe Pavelescu” și a altor surse de informare sistematizate, a început realizarea unui catalog analitic prin despuierea periodicelor de specialitate și a „volumelor în serie”. Sub responsabilitatea Anei Grama a început editarea, și au apărut patru numere ale Buletinului Informativ al Asociației Muzeelor în Aer Liber din România. Pentru tot ce a clădit frumos și durabil în cultura transilvană, Ana Grama și-a câștigat un loc bine conturat în istoria etnologiei românești. Iar conferirea Medaliei Meritul Cultural în clasa a II-a, categoria H Cercetarea științifică, de către Președintele României, nu face altceva decât să confirme, încă odată, aserțiunea noastră. A mai fost distinsă cu medalii jubiliare ale celor două instituții fundamentale pentru știința și etnografia românească: Muzeul ASTRA din Sibiu (2005) și Muzeul Țăranului Român din București (2006). Sub patronajul Episcopiei Covasnei și Harghitei, în anul 2009 i s-a înmânat Diploma de Excelență „I. I. Rusu”.

## Teme de cercetare

### Istorie și etnomuzeografie (1980 - 2023)
- Din viața satului românesc transilvan, în secolele al XVIII-lea și al XIX-lea.
- Biserica Ortodoxă transilvană. Personalități. Structuri socio-ocupaționale. Instituții (AMA).
- Etnomuzeografie transilvană.
- Surse primare: Cartea veche Românească - Inventare naționale în anii 1969-1970. Fondurile postpașoptiste ale Arhivei Mitropoliei Ardealului și Colecțiile speciale ale Bibliotecii Facultății de teologie „Andrei Șaguna”, Colecțiile muzeografice ale muzeelor sibiene.

### Probleme specifice de informare și documentare științifică
- Identificarea, conservarea și prelucrarea fondurilor de carte din Patrimoniul Cultural Național (Campania PCN, 1969-1970; Curs universitar „Carte românească veche”, Completări la CVR etc.);
- Prelucrarea informațiilor: De la cataloage cu indexare coordonată, la regăsirea digitală a informațiilor. Referințe și fonduri iconografice.
- Crearea și coordonarea primului Centru de informare și documentare în etnologie, CID ”Cornel IRIMIE” (Sibiu, 1991-1999).

### Participări la sesiuni naționale
- Prima participare la Sesiunea națională a muzeelor, Circulația operei lui I.L.Caragiale în lume. Sesiunea națională a muzeelor. București, 1965. (…)
- Ultima: Învățătura pruncilor din sat sub spectrul obligațiilor cetățenești, interesului național și pierderilor imanente previzibile. Secolul al XIX-lea cel lung”. La Institutul de cercetări socio-umane al Academiei Române, Sibiu, 2022. Total cca. 600 comunicări.

### Responsabilități editoriale
- Protocoalele Sessiilor Consistorialicești. Fascicola 1, 1799. Text transliterat. (Vezi fondurile: Arhiva Mitropoliei Ardealului, Biblioteca Mitropoliei Ardealului, Colecții speciale, Complexul Național Muzeal ASTRA Sibiu, Centrul de documentare ecleziastică „Mitropolit Nicolae Colan”, Sfântu Gheorghe). în colaborare. CD-R
- „Transilvania de sud” la Fundația „Arte Vizuale”, 2000 (coord: Vivi Drăgan Vasile).  CD-R
- „Cultura tradițională comparată din Transilvania”, ediție bilingvă, realizată de Fundația Culturală Română, dr. Ioan Opriș, Institutul pentru tehnica de calcul, cu sprijinul financiar al Guvernului României-Departamentul pentru Protecția Minorităților Naționale. (Iconografia sudtransilvană până la anul 1914 și Copilăria în imagini). CD-R
- Buletinul Informativ al Asociației Muzeelor în aer liber din România, 1991, 1 și 2, 1995, 3 și 4.
- Cornel Irimie- o viață închinată satului românesc și civilizației sale, Sibiu, Editura „ASTRA Museum”, 2003. 360 p. cu il.
- Muzeul Astra -Istorie și Destin. 1905-2000. Sibiu, Editura „ASTRA Museum”, 2002. 430 p. cu il.

#### RevistaTransilvania, parțiale
- 2005 - număr dublu: Centenarul „Muzeul Asociațiunii”, 2005, Nr. 8-9;
- 2006 - număr special: Centenarul Catedralei ortodoxe din Sibiu, 2006, Nr. 4.
- 2008 - număr dublu la Bicentenarului nașterii Mitropolitului Andrei Șaguna. 2008, Nr. 9-10. etc

#### Emisiuni radio -TV
- SRR. Semnături celebre, red. Mihaela Helmis, 2007
- În colaborare: Brașov, Germania, Budapesta, Canada.
- SRT. Fetele din Colun, protestatare transilvane în secolul al XVIII-lea., Atlas folcloric (cu Maria Lia Bologa, 1996) etc.
- Film documentar la postul Trinitas și DVD: Catedrala Ortodoxă Mitropolitană din Sibiu și Restituiri șaguniene. Red. Gabriela Popescu.

### Autoare a volumelor
- Activități didactico-științifice în învățământul prahovean. Bibliografie adnotată. Volum I (1109 titluri). Ploiești, 1974.
- Români sudtransilvani în a doua jumătate a secolului al XIX-lea. Covasna, Editura Arcuș, 2006, 280 p.
- Etnomuzeografie transilvană. Muzeul „ASOCIAȚIUNII” (1905-1950). Sf. Gheorghe, Editura Eurocarpatica, 2010. 328 p.
- Români sudtransilvani în socolul al XIX-lea. Economii. Sibiu, Editura InfoArtMedia, 2012. 275 p. cu il. și 75 pl. color.
- Imanențe în consolidarea conștiinței de sine a neamului. Imagini – înscrisuri – interferențe. Cuvânt înainte de Prof. univ. dr. Ioan Opriș. Sfântu Gheorghe, Editura Eurocarpatica, 020. 386 p cu il.

### Colaborări în volume
- Preocupări etnografice ale lui Dimitrie Cantemir. În: Dimitrie Cantemir, Ploiești, 1975.
- Volum comemorativ: În loc de postfață. Și eu l-am cunoscut pe Cornel Irimie. În: Cornel Irimie- o viață închinată satului românesc și civilizației sale, Sibiu, 2003, p. 324-330.
- The South-Transylvanian Costume and Society from the Second Half on the XIXth Century. În: Conferința internaționala a muzeelor de etnografie din centrul și sud-estul Europei. Ediția a VI-a: Portul popular-marcă a identității etnoculturale, Sibiu, 15-17 octombrie 2004. Sibiu, Editura Honterus, p.110-126.
- Imperiul la periferie, Sibiu, 2007. La manifestările „Sibiu, Capitală Culturală Europeană”. (consultanță, redacționale etc.)
- Fondurile șaguniene – O moștenire inestimabilă în Arhiva Mitropoliei Ardealului. În: Mitropolitul Andrei Șaguna – creator de epocă în istoria bisericii ortodoxe din Transilvania. Sibiu, Editura Andreiana, 2008, p. 388-422. Volum publicat la Bicentenarul nașterii Mitropolitului Andrei Șaguna. Coordonator Pr. Acad. Mircea Păcurariu.
- Calendar tematic „Asociațiunea Transilvană pentru Literatura Română și Cultura Poporului Român la 150 de ani”, Sibiu, 2011 (1861-1919).  etc.

## Periodice și volume în serie

### În volume ale institutelor Academiei Române, ale Universităților și Centre de cercetare
- Preliminarii la ASTRA. În ASTRA, 1861-1950, 125 de ani de la înființare. Red. V.V. Grecu, Sibiu, 1987, p. 501-506. (Academia R. S. R., Secția de Științe istorice. Societatea de științe filologice din RPR, Filiala Sibiu).
- Etnoistorie transilvană (1780-1865). În: Imagini și permanențe în etnologia românească, Chișinău, 1992.
- Sărbătorile românilor transilvani reflectate în documente arhivistice ale anilor. 1780-1848. În: Istorie și tradiție, Institutul Român de Tracologie, Sibiu, 1994.
- Documente arhivistice din sate transilvănene privind războaiele antinapoleoniene. (Documents archivistiques des villages transylvains concernant les guerres antinapoleoniennes). În: Revista de etnografie și folclor a Academiei Române, 1998, 43, Nr. 1-2, p.73-88.
- Români din America în anul 1919. 1. despre cei care rămân priviți în „Calendarul Național al ziarului America”. 2. Despre cei care se întorc. Un caz particular: Economul Ioan Curea al Mâșloaiei din Rodbavul Făgărașului. În: Profesioniștii noștri, Gelu Neamț la 75 de ani.
- Copilăria. Într-o lume reală complexă, schimbătoare și mereu asemenea. Contribuții documentare, în 9 ipostaze ale copilăriei românești, [Cluj], International Book Access, 2008, p. 9-62.

#### SIBIUL UNIVERSITAR. Rubrică personală
- „Memorie și document”. Scrisorii Inedite către AndreiȘaguna [I. Codru Drăgușanu]; ?.3; 1994,  p2.
- „De     voind a rămâne avem de lipsă a porni ceva literatură” [profesorul Ioan Rus de la Blaj și protopopul sibian Petru Bădilă], 2, 1994, p. 2.
- „Comportament     pașoptist” și ”Funcții postpașoptiste”, 5; 1994

#### SAECULUM
- Primul „dosar” al tipografiei diecesane din Sibiu (1850-1855). (Le premier „dossier” de la typographie diocésaine de Sibiu).1995, 1-2, p. 61-73.
- Mecenat  și politică. Colonelul Ioan Solomon și episcopul Andrei Șaguna, 1996, 1-4, p. 1-38. (Istorie și memorie).
- Amintirea unei duble sărbători „I.L. Caragiale”, 2004, 1, p. 161-173.
- Octavian Smighelschi, între familie și operă. 2005, 2, p. 64-68  Palimpsest)
- Iacob Bologa, consilier aulic- pețitor, 2004, 2, p. 160-166. (Palimsest).
- Episcopatul lui Vasile Moga și profesorul Gheorghe Lazăr , 2016, (1810-1815).
- Scrisorile de altădată, între cunoaștere și nostalgie, 2019.

#### Studii și Cercetări de Etnologiepublicație a Institutului de Cercetări Socio-Umane al Academiei Române.
- De la conștiință culturală la activism cultural în satul românesc transilvănean (1780-1900), 1993, VII, p. 165-169.

- Dincolo de măiestrie și mai presus de artă. Portul popular românesc în Transilvania anului 1907 (Le costume populaire roumain de Transylvanie en     1907). 1996, X, p.139-152.
- Înscrisuri tradiționale: răboaje, răvașe („Ecrits” traditionnels: tailles, billets). 1997, XI, p.113-124.
- Caligrafie și etnologie românească la mijlocul secolului al XIX-lea. XII, 1998, p. 134- 151.
- Comerț internațional și existență tradițională –D.B.Comșa și Nicolae Țintea negustori din Săliștea Sibiului (1875-1918), 1999, XIII, p.161-176.
- Printr-o progadie dintr-un sat de pe Ardeal – Rodbav (Făgăraș), 2000, XIV, p. 175-16.
- Economii noștri transilvani, 2002, XVI, p. 145-178.
- Provocări moderne în lumea tradițională, XVII, 2003, p. 101-132.
- Maria Bâtca la 60 de ani, 2004, XVIII, 231-234.
- Brașovenii la inaugurarea „Muzeului Asociațiunii”, XIX, 2005, p.87-106.
- Studii și comunicări de etnologie la aniversare (Mesaj), XX, 2006, p. 26-27.
- Românii transilvani la Expoziția jubiliară internațională de la București, din anul 1906, 2006, XX, p. 113-132. (În colaborare).
- Andrei Șaguna și nuntele românești în sate sudtransilvane, 2008, XXII, p. 27-34.
- Orice cifră rotundă te îmbie la o retrospectivă, XXV, 2011, 11-12.
- Ilie Moise, Cutul și oamenii săi..., XXV, 2011, 235-237.
- Ion Mușlea la Paris și scrisorile de-acasă. 1921-1925, XXV, 2011, 27-58.
- Candid M. Mușlea, fiu de econom rural, dascăl și activist cultural sud-transilvan, XXX, 2016, p. 27-44.
- Război și pace într-un sat de pe  Ardeal, XXXIV, 2020, p. 131-146.
- Satul românesc transilvan - purtătorul tradițiilor, față-n față cu Biserica Ortodoxă și autoritățile civile (sec. XVIII+XIX). Fațete ale unor paradoxuri seculare. I., XXXVII, 2023.

### RevistaTRANSILVANIA, Sibiu
- Rubrică: „Pagini din arhive sibiene”.
- Continuitate; permanență și unitate în Evul Mediu. 11, 1978.
- Momentul transilvan al Revoluției din 1821. 5, 1981.
- Forme ale contractelor românești de pe ambii versanți ai Carpaților; 1795-1834. 11, 1983.
- Frământări social-politice în Transilvania după înăbușirea Răscoalei lui Horea. 12, 1984.
- Sate românești transilvane în lupta electorală din anul 1861. 8, 1985.
- Primul dosar al celei mai vechi școli românești de fete din Sibiu. 5; 1986.
- Un „caz” mult mai complicat. Circulația publicațiilor românești extracarpatice.  9, 1986.

Postdecembriste.
- Iminovicii. Secvențe din viața comunității românești transilvane. În Vadul Făgărașului, 6, 1990.
- Elitismul la G.Barițiuu – redactorul, 3-4, 1994.
- Lângă izvoare, în casa țăranului ardelean - Fotografia de la sfârșitul secolului al XIX-lea, 1-2,1995.
- Femei române din Transilvania la cumpăna veacurilor XIX și XX. 3-4,1995.
- Pământul care ne apropie de Cer, 1-2-3,1996.
- „Marea trecere” în satul românesc transilvănean în secolul al XIX-lea, la întâlnirea dintre tradiție, religie și administrație, 4-5-6,1996.
- După Gojdu, în spiritual său, din Rodbavul Făgărașului la Universitate în Belgia, 2003, nr. 5-6, p. 43-49.
- Andrei Șaguna. File dintr-un album documentar, 2003, nr. 5-6, p. 61-70. (Contribuții la iconografia copertei și a paginilor din interior).
- Arhipăstorul și economii de vite din „ținutul Săliștii”, 2003, 7, p. 99-103.
- Ciorani dinainte de Emil Cioran, 2004, nr. 4, p. 66-69.
- Preîngrijiri șaguniene pentru edificarea Catedralei, Nr. 4, 2006, p. 13-19.
- Oameni pentru catedrală și alte subiecte/ilustrații: Nr. 4, 2006, p. 24-27, 31-32, 37-41, 43-47, 53, 57-61, 63-74.
- De 150 ani... așteptându-l pe împăratul în Becleanul Făgărașului, 2007, nr. 3, p.18-23.
- Argument și Carte Veche Românească în contextul colecțiilor speciale, 2, 2008, p. 1-2; 8-14 cu il.
- Șaguniene. Jubileul din 1871. Contribuții documentare. [Argument, postfață, ilustrații, și coperte]. 2008, 9-10, p.1-2, 80, 92.
- Memoria urmașilor. [N. Popea, I. Slavici la centenarul nașterii ierarhului], 2008, 9-10, p. 119- 129.
- Tipografia diecesană; Însemnări pe calendare (…) șaguniene, 2008, 11. p.1-7.
- Colaborare cu Iuliana Govoreanu Constantinescu: Istorie în imagini. Portrete. – „Andrei Șaguna (Contribuții documentare). Icoana Sfântului Ierarh Andrei Șaguna, Mitropolitul Transilvaniei”, Revista Transilvania, nr 10, 2013. p. 29-70.
- Recenzie la Ioan Opriș, Vasile Stoica. O emblemă națională în pușcărie. 2022.

### Publicații ale Instituțiilor Muzeale,Revista muzeelor și monumentelor (RMM).
- O xilogravură cu „Scene din Alexandria”. Rectificări și restituire. În: Studii și Comunicări. Arheologie-Istorie, 20, Sibiu, 1977, p. 311-317.
- Muzeografie românească la Sibiu la începutul secolului nostru. În: RMM, 3, 1981, p.16-21.
- Aspecte din viața satului românesc transilvănean de la sfârșitul secolului al XVIII-lea. În: Studii și comunicări. Arheologie-Istorie, 21, Muzeul Brukenthal, Sibiu, 1981, p.189-208.
- Considerații pe marginea cercetării unor fenomene de artă din Transilvania [în a doua jumătate a secolului al XIX-lea. Colaje de litografi la români]. În: RMM, 1984, 10, p.49-54.
- Mobilier pictat din Transilvania. Secolele XV-XIX. În: RMM, 8; 1984. comentarii la o expoziție.
- Probleme sanitare în satul românesc transilvan. Contribuții documentare din secolele al XVIII-lea și al XIX-lea În: Anuarul Muz. de biologie umană, Ploiești, VI, 1985, p. 193-198.
- Demersurile lui George Barițiu pentru organizarea cele dintâi expoziții românești în Transilvania. În: RMM, 1986, 8, p. 50-53.
- Catalogul bibliotecii lui Moise Fulea din prima jumătate a secolului al XIX-lea. Completări la Philobiblon Transilvan. În: RMM, 1989, 2.
- Expoziții românești în Transilvania la sfârșitul secolului al XIX-lea. În: RMM, 1992, 3.
- Redacție și texte la Buletinul Informativ al Asociației Muzeelor în aer liber din România, 1991, 1 și 2, 1995, 3 și 4.
- Inventare de bunuri ale bisericilor românești ortodoxe din Transilvania. Protopopiatul Sighișoara, 1854-1855 (Inventaires de biens des églises roumaines orthodoxes de Transylvanie. L'éveché de Sighișoara). În: Marisia, XVI, 1996, 25, p.151-195. Târgu Mureș.
- La photographie ethnologique transylvaine (1850-1918): de la curiosité a l'initiative lucrative; de la recherche anthropologique a la propagande patriotique. În: Martor, 1997, 2, p.50-57. Muzeul Țăranului Român.
- Iconografia etnologică transilvană românească în expoziții. Pentru un Catalog de expoziție. Kommern, Germania, august, 1997.
- Români sudtransilvani în ambianța multiculturală din a doua jumătate a secolului al XIX-lea În: CIBINIUM, 2001-2005, 2005, . 191- 218.
- Andrei Șaguna, serbările populare și începuturile etnomuzeografiei românești (1852-1862). În: CIBINIUM, 2006-2008, partea I, Sibiu, 2008, p.10- 38.
- La Toplița - după bătălia pentru biserică. Două concursuri pentru realegerea unui preot secundar 1904-1905. În: Sangidava, nr. 2 / 2008, Anuarul Centrului de Cultură Toplița, Tg. Mureș, Editura Ardealul, p. 64-74.
- Sfințirile bisericii din Toplița 1900, 1903. În: Sangidava, nr. 2 / 2008.
- Interviuri, la aniversarea Muzeului ASTRA. Sibiu, Editura „ASTRA Museum”, 2013.
- Episcopatul arhiereului Vasile Moga (1810-1845).Contribuții documentare la o posibilă actualizare a cercetării epocii mogaiane. În: ASTRA SABESIENSIS – Despărțământul „Vasile Moga” Sebeș, Cluj-Napoca, 2017. p. 115 - 330.

### Publicații arhivistice
- Mesajul scrisului românesc din documente sătești transilvane. (1780-1850). În: Revista Arhivelor,1989, 4, p. 349-356. (apărut în 1990).

- Destinul dramatic al unei arhive sibiene (martie 1849). În: Revista arhivelor, 1993, nr. 2.

#### Tribuna culturală – SIBIU
- Muzeul ASTRA - 90 de ani. Expoziție retrospectivă, 25 aug. 1995, p. 3.
- Din recunoștința celor ce primesc, pentru cei ce dăruiesc cu dragoste Muzeului ASTRA, 8 aug. 1997, p. 3.
- O publicație care face școală: Studii și comunicări de etnologie, 20 sept., 2002, p. 8.
- Serialul Mateii - negustori în Sibiu în secolul al XIX-lea, 2004, 24 și 30 sept, 9 și 30 noiembrie, 2005, 18 și 1 febr.

#### Alte
- Învățământul românesc din Tractul Trei Scaune (1800-1830). În: Oituzul, foaie de cultură, Sf. Gheorghe, 1993.
- Așa cum au văzut unirea înfăptuitorii ei. În: Sibiul Marii Uniri, 1993.
- La Sibiu, expozițiile astriste…, Tribuna, Cluj, 1996, 1, p.7.
- Scurtă pledoarie pentru extinderea grilei de lectură a documentului arhivistic. În: Almanahul Grai românesc, 2006, p. 143-153. Episcopia Ortodoxă Română a Covasnei și Harghitei.
- La bicentenarul nașterii ierarhului Andrei Șaguna, revista Transilvania, onorându-și misiunea. În: Grai românesc, 2008, 4, p. 8-9. (Episcopia Ortodoxă Română a Covasnei și Harghitei).
- Preoți și protopopiate ortodoxe din Est-Sud-Estul Transilvaniei. Contribuții documentare – 1799. În: O candela in Carpați. Episcopia Ortodoxa a Covasnei si Harghitei 15 ani de la înființare, sub coordonarea IPS Ioan Selejan. Îngrijirea ediției Ioan Lăcătușu și Nicoleta Ploșnea, Editura „Grai Romanesc”, Miercurea Ciuc, 2009, pp. 922-938.
- Expoziții de copii la începutul secolului al XX-lea sudtransilvan și Econoamele. În: Familia română, Oradea, 2012, decembrie, XIII, nr 4 (47), p. 86-92 și 93-97.
- Documentar etnografic în Istoriile lui Candid C. Mușlea, preot, profesor și arhivist brașovean. În: ASER, Identitate și alteritate, 2016, p. 267-280.
- „Emilia Cioran fiica preotului din Rășinari, studentă de excepție a profesorului Nicolae Iorga în secolul al XIX-lea la Universitatea din București. Planșe tematice la Colocviile Emil Cioran, Rășinari, 2022.

### ASTRA, revistă de cultură, Brașov, 2008
- O precizare [la aniversarea bicentenarului nașterii ierarhului Andrei Șaguna] nr. 15, p. 7.
- Un episod al relațiilor lui Andrei Șaguna cu românii brașoveni, nr.16, p. 7.
- Din relațiile lui A. Șaguna cu clericii brașoveni. Episodul Alexie Verzea din Satulung, nr. 18, p. 5.
- Înapoi la argument! [Valori documentare excepționale: Documentele șaguniene din Șcheii Brașovului. Vol. I.], 2009, nr. 36.

### Școala academică de vară „Gheorghe Lazăr (SAGL)” Avrig, județul Sibiu
Coord. SAGL - Emilian M. Dobresccu
- Episcopul Vasile Moga și Gheorghe Lazăr. Avrig, 2017.
- Scoala românească înainte de Onisifor Ghibu. Avrig, 2018.
- Vasile Stoica din Avrig, Mucenicii mărgineni și un Calendar al românilor americani. 1910, 1918, 1939+1940. În: Personalitatea lui Vasile Moga, Biblioteca de sociologie, București, Sigma Educațional, 2019, p. 137+165 cu il.
- Parohia Avrig într-o structură organizatorică paradoxală, până la venirea protopresbiterului Ioan Cândea - Contribuții documentare, În: Familia Cândea din Avrig, coord. Emilia M. Dobrescu, București, Sigma Educational, 2020, p. 94+118.
- După 40 de ani, din nou în Sibiu, scriind „Despre răscolitorii unui slujitoriu Toader din București”. În: Ecouri ale mișcării revoluționare a lui Tudor Vladimirescu în Ardeal, Biblioteca de sociologie, 2021, p. 206+ 224. cu il.
- Prefață Tudor Vladimirescu. Mișcarea de le 1821. Narațiune în versuri de Alexandru Palemon (transliterare Liliana Oprescu), Sibiu, Editura Andreiana, 2021, p. 3-20.

### ANGVSTIA
Episcopia Covasna Harghita
- Documente arhivistice sibiene (1850-1870). Donații din „țară” și conflicte cu autoritățile locale în județul Covasna (1851-1859) (Documents d'archives de Sibiu. Donations du „pays” et conflits avec les autorités locales du département de Covasna). 1996, 1, p.165-186.
- „Protocoalele de porunci” din Budila și Boroșneul Mic și valoarea „înscrisurilor” în viața satului românesc transilvănean (1780-1848) („Les protocoles de dispositions” În: de Budila et Boroșneul Mic et la valeur de ces actes dans la vie du village roumain transylvain). 1997, 2, p. 213-227.
- Sursele eclesiastice ortodoxe din a doua jumătate a secolului al XIX-lea pentru cercetarea demografică zonală (Les sources éclésiastiques orthodoxe). 1998, 3, p.133-140.
- Inventare cu bunuri ale comunităților românești ortodoxe din spațiul Arcul Intracarpatic în a doua jumătate a secolului al XIX-lea (Inventaires des biens des communités roumaines orthodoxes de l'espace l'Arc Intracarpates). 1999, 4, p. 205-250.
- La vremea „zidindelor biserici”, cu „carul iute” spre Vâlcele, Sfântu Gheorghe și alte locuri (A l'époque de „zidindelor biserici” avec „le chariot rapide” vers Vâlcele, Sfântu Gheorghe et d'autres endroits). 2000, 5, p.57-77.
- Îndatorați la o comemorare - Ioan Petric (1903-2003). (Devoir de commémortioan). 2004, 8, p.79-108.
- Familia sibiană a lui Ioan Florian (1829-1894), președinte al Tribunalului regesc din Odorheiul Secuiesc. 2006, 10, p. 65-76.

### Colaborări
- Inventare cu bunuri ale comunităților românești ortodoxe din spațiul arcului intracarpatic în a doua jumătate a secolului al XIX-lea (Inventaires contenant des biens de la communauté roumaine orthodoxe, de l'espace de l'arc intracarpatique). 2001, 6, p. 69-109.
- Rezumatul unei posibile monografii „Nicolae Vecerdea”, Sibiu-Sfântu Gheorghe (Complexul Național Muzeal ASTRA Sibiu și Centrul de documentare ecleziastică „Nicolae Colan”). Broșură. 2011. 15 f. cu il.
- Octavian Tăslăuanu, etnomuzeograf, pliant online
- Spese, colecte și contribuenți pentru zidirea Școlii de piatră din Brețcu („Școalei celei noi”). Documente din Arhiva Mitropoliei Ardealului. 1904-1911. 16, 2012, Istorie-Sociologie, Sfântu Gheorghe, 2012, p. 137-154. (în colaborare cu Liliana Oprescu).
- Profesorul Dumitru Purice (1880-1928). Din județul Trei Scaune în Țara Oltului- Făgăraș. 15, Sfântu Gheorghe, 2011, p. 57-60.

### Ecleziastice

#### Îndrumătorul bisericescpe anul (…), Editura Andreiană. Mitropolia Ardealului.
- Petru Pop, protopop de Brețcu, luptător pentru supraviețuirea românilor din fostul județ Trei Scaune, 139, 1991, p. 223-227.
- Biserica Română și Muzeul ASTRA din Sibiu. Inaugurarea Muzeului Asociațiunii (1905), 149, 2001, p. 64-70.
- Protopopul sibian Ioan Panovici, 45 ani paroh al Bisericii din Groapă, 153, 2005, p. 229-235.
- Episcopul Andrei Șaguna în primul deceniu postpașoptist. Contribuții documentare, I, 156, 2008, p. 181-197.
- Conscripțiunea din anul 1850 și clerul ortodox transilvan. Documentar sibian. 2009, 157, p. 379-395, cu il.
- Casele seminarului/Casele episcopești/Casele clerului din Sibiu. În: Ulița Cisnădiei, Nr. 158, p. 285-302.
- Moșii bisericești. 1854. Parohii din protopopiatul I și II all Sibiului. În: Îndrumătorul bisericesc, Nr. 159, 2011, p. 301-320.
- Andrei Șaguna și așezările mănăstirești. II. Contribuții documentare. În: Îndrumătorul bisericesc, Nr. 160, 2012, p. 210-224.

#### Telegraful Român
- Preoți, sate și școli românești în S-E Trasilvaniei la mijlocului secolului trecut. nr. 33-36/1993.
- Sate, preoți și școli românești în S-E Transilvaniei. 1992, nr. 46.
- Telegraful Român – cronică a neamului. 2003, 1-4, p. 1,7. (Număr aniversar).
- La centenarul Muzeului ASTRA. nr. 47-48, p. 1-2.
- Măiestrul măsar Emil Petruțiu și alți sculptori pentru lucrările Catedralei, 2006. nr. 17-20, p. 9. (La centenarul Catedralei).
- Mitropolitul Nicolae Bălan și preotul-istoric Candid C. Mușlea, în fața unor proiecte culturale brașovene. 2011.
- La aniversarea Telegrafului Român. 2013, sqq.
- Telegraful Român, abordări în actualitate (III), p.5 + Rubrica „Restituiri”. 2013/ nr. 25-28.

#### Revista Teologică / Mitropolia Ardealului
- „Să ne redicăm dară mai sus de toate...”. Andrei Șaguna față în față cu Alexandru Șterca Șuluțiu (Andrei Șaguna face a face avec Alexandru Șterca Șuluțiu). 1997, 7, Nr. 3, p.156-164.
- Iacob, Florian și Eugen Bologa, preoți din Marpod (j. Sibiu), 1862-1922 (Prętres de Marpod). 2000, 10, Nr. 1, p.62-76.
- Destinul bunurilor bisericuței demolate din Sibiu-cetate, 1902-1907. 2006, 2, p. 87-98.
- Oameni și fapte în contextul edificării catedralei ortodoxe din Sibiu, 2006, 2, p. 99-11.
- „Revista Teologică”, Consistoriul sibian și asesorul Elie Miron Cristea (1904-1905), 2007, 1 (număr dedicat centenarului revistei), p. 32-46, cu il.
- Andrei Șaguna și Eforia episcopească interimale (1862-1864). Inventariul reședinței [episcopești] compus în 1-lea iuniu 1861, 2008, nr. 4.
- Andrei Șaguna și așezările mănăstirești: De la stricarea mănăstirilor și prisosirea de credință a norodului (1799) la bisericuțele din Șinca Veche (1851). 2009, 2, p. 201- 218.
- Viața bisericească ortodoxă transilvană în lumea birocrației habsburgice. În: Revista Teologică, Serie nouă, XIX (91), 2009, nr.2, Editura Andreiană, Sibiu, p. 269-284.
- Reglementări normative în funcționarea Bisericii Ortodoxe transilvane (1780+1864 ). Inițiatorii și punerea lor în lucrare: În: MA, AN I, (36) NR 4, oct.-dec., 2021, p 265+276.
- Restituiri prin rectificări și adăugiri Episcopul Andrei Șaguna alături și în fruntea pașoptiștilor transilvani. I. În: MA, An II, (37), Nr. 3, 2022.

### Contribuții ocazionale - Prefețe, postfețe, referate, lansări de cărți, mărturisiri colegiale etc.

#### „Profesioniștii Noștri” publicație a Centrului European de Studii Covasna-Harghita
- Nr. 1. Volumul Ana Grama la 70 de ani, Sfântu Gheorghe, 2010.
- Nr. 2. Bun venit în „plutonul” profesioniștilor aniversați. În: Liviu Boar la 60 de ani, 2011, p. 33-35.
- O reîntâlnire printre profesioniștii aniversați; Din Bodogaie, în Saschiz, prin alte sate. De la organizarea parohiilor, la activism civico-politic. Contribuții documentare postpașoptiste. În: Ioan Ranca la 80 de ani, Nr. 3. 2012, p. 41-42; 285-302.
- La mulți ani, Ioan Lăcătuș! Nr. 5, vol I, 2012.
- Gândind la dascălii generației de aur a arhivisticii românești, Studentului profesorilor mei, domnului prof. univ. dr. Corneliu M. Lungu, LA MULȚI ANI! În: PN, 10, 2013, 924 p.
- Colega și prietena mea Dr. Ligia Fulga, 2023.

#### Alte
- La o aniversare/ Ilie Moise 65 în Cibinium, 2013 ASER, Editura Etnologica, 2013. p. 181-182.
- Orice cifră rotundă te îmbie la o retrospectivă; O lume în imagini...Cutul și oamenii săi [La apariția unui album iconografic, de Ilie Moise]. În: Studii și comunicări în etnologie, XXV, 2011, p. 11; p. 235-237.
- La aniversarea domnului Corneliu Bucur. În: Cibinium, Sibiu, Editura „ASTRA Museum”, 2012.
- Prefață la o carte despre înaintași, înaintestătători și mulțime de popor: Ioan Onuc Nemeș, Astra în Satul meu, Sibiu, 2016.
- Postfață la volumul monografic „Nicolae Cristea" de Anca Sârghie;
- Anca Sârghie, Omagiu la 70 de ani.

### DinRecenziile despre ......
- Ioan Lăcătușu, O apariție editorială de excepție [Români sudtransilvani în secolul al XIX-lea], în Grai românesc (Foaie de spiritualitate ortodoxă a Episcopiei Covasnei și Harghitei), VIII, 2007, nr. 2 (35), p. 13.
- Iordan Datcu, Cărți și reviste. În: Răstimp, 2010, nr. 4, p. 43. [Etnomuzeografle transilvană. Muzeul „Asociațiunii”(1905-1950), Sfantu Gheorghe, Editura Eurocarpatica, 2010, 328 p.].
- Iordan Datcu, Ana Grama, Românii sudtransilvani în secolul al XIX-lea. Economii. . În: Litere, editura bibliotheca;
- Evelyne Ionesco, Profesor Emeritus, University of Regina, Canada, Scrisoare la Ministerul Culturii. februarie 2002.

- Ștefan Toma, Întâlnire cu excelența: cercetător arhivist, muzeograful, etnologul și omul de cultură Ana Grama, la împlinirea vârstei de 70 de ani”, p.12.Telegraful Român, an161, 2013, nr. 5-8.

- Alex Tatu, Ana Grama – Un reper în arhivistica și etnomuzeografia românească. În: CIBINIUM, Sibiu, Editura „ASTRA Museum”, 2015.
- Ioan Opriș, Ana Grama, Pledoarie pentru adevăr, Prefață la Imanențe în consolidarea conștiinței de sine a nației. Sf. Gheorghe, Editura Eurocarpatica, 2021. etc.

## Distincții
- 2002 → „Membru fondator al Ligii. Sfântu Gheorghe cu Diplomă de excelență a Ligii cultural-creștine Andrei Șaguna”.
- 2004 →„Diplomă de onoare a Despărțământului Astra „Vasile Goldiș” – Arad.
- 2004 → Ordinul „Meritul cultural, clasa a II-a, H – cercetare științifică.
- 2005 → „Medalie jubiliară la centenarul Muzeului Asociațiunii”.
- 2006 → Medalie la 61 ani de la înființarea Arhivelor Naționale - Sibiu.
- 2006 → Medalia centenarului Muzeului Țăranului Român „Carol I/Tzigara Samurcaș”- București.
- 2008 → „Diplomă de onoare cu prilejul a 55 ani de activitate instituțională a Arhivelor Naționale Covasna”
- 2009 → Diplomă de excelență a Cercului de studii „I.I.Rusu”.
- 2010 → Madalie de aur la aniversarea Centenarului Asociațiunii, 2010
- 2010 → „Ana Grama la 70 de ani”, Primul număr al seriei „Profesioniștii noștri”, al Centrului de cercetare ecleziastică Episcop Nicolae Colan, Sfântu Gheorghe, Editura Eurocarpatica.
- Consiliul Județean Sibiu, 1 Decembrie 2018 - Centenarul Unirii.
- 2020 - CD-Rom La Mulți ani Doamna Ana Grama, CD la aniversarea de 80 de ani (colegiale).
- 2022, 30 noiembrie, Ordinul „Anastasia Șaguna”[nefuncțională]
.